# مارتین بازبی
مارتین بازبی (انگلیسی: Martyn Busby؛ زادهٔ ۲۴ مارس ۱۹۵۳) بازیکن فوتبال اهل بریتانیا است.
از باشگاه‌هایی که در آن بازی کرده‌است می‌توان به باشگاه فوتبال پورتسموث، باشگاه فوتبال کویینز پارک رنجرز، باشگاه فوتبال نوتس کانتی، و باشگاه فوتبال برنلی اشاره کرد.